# Championnat de Suisse féminin de football 2017-2018
Navigation
Édition précédente Édition suivante
Le Championnat de Suisse de football féminin 2017-2018 est la 48e édition de la LNA, opposant les huit meilleurs clubs de football féminin en Suisse.
Le format de la compétition change cette saison, le championnat est réduit à huit équipes qui se rencontrent deux fois en match aller et retour.
Le champion sortant, FC Neuenkirch, a arrêté son activité après la saison 2016-2017.

## Clubs participants
Les 8 clubs participants sont :
- FC Zürich Frauen
- FC Aarau
- FC Yverdon féminin
- FF Lugano 1976
- BSC Young Boys
- FC Basel 1893
- FC Luzern Frauen
- Grasshopper Club Zürich

## Classement

### Saison régulière
| Rang | Équipe                  | Pts | J  | G  | N | P  | Bp | Bc  | Diff |
| ---- | ----------------------- | --- | -- | -- | - | -- | -- | --- | ---- |
| 1    | Zürich                  | 65  | 28 | 19 | 8 | 1  | 84 | 24  | +60  |
| 2    | FC Bâle                 | 60  | 28 | 18 | 6 | 4  | 82 | 24  | +58  |
| 3    | Young Boys              | 45  | 28 | 13 | 6 | 9  | 67 | 42  | +25  |
| 4    | Luzern                  | 44  | 28 | 13 | 5 | 10 | 59 | 59  | 0    |
| 5    | Grasshopper Club Zürich | 42  | 28 | 13 | 3 | 12 | 62 | 62  | 0    |
| 6    | Lugano                  | 40  | 28 | 11 | 7 | 10 | 39 | 48  | -9   |
| 7    | Yverdon                 | 17  | 28 | 5  | 2 | 21 | 27 | 80  | -53  |
| 8    | FC Aarau P              | 4   | 28 | 1  | 1 | 26 | 23 | 104 | -81  |

Légende
- Qualifié pour la  Ligue des champions féminine de l'UEFA 2018-2019
- 1er tour de qualification de la Ligue des champions
- Relégation en deuxième division

Abréviations
T : Tenant du titre

P : Promu